# Antônio Paraupaba
Antônio Paraupaba (Capitania da Paraíba, 1595 – Países Baixos, 1656) foi um líder militar, intérprete e mediador indígena.

## Biografia

### Primeiros anos e juventude
Antônio Paraupaba nasceu no ano de 1595 na capitania da Paraíba, Brasil Colônia, em uma família indígena de origem potiguara, filho de Gaspar Paraupaba e de sua esposa. Em 1625, Potiguara foi junto com seu pai e outros indígenas para as Províncias Unidas, onde aprendeu a língua neerlandesa e adotou a religião reformada.

### Carreira militar
Em 1631, voltou ao Brasil, onde atuou como intérprete entre os holandeses e os indígenas. Chegou a ser capitão da aldeia de Aabaú em 1639.
Com a saída definitiva de João Maurício de Nassau do Brasil Holandês em 1644, Paraupaba voltou a Holanda fazendo parte da comitiva deste. Em novembro do mesmo ano, Paraupaba saiu de volta para o Brasil.
De volta ao Brasil Holandês, entre 1645 e 1649, Paraupaba assumiu o cargo de Capitão e Regedor do Rio Grande. Ativo na política, lutou pela abolição da escravatura indígena e africana nos territórios do Brasil holandês. Foi um dos articuladores da revolta indígena em Cunhaú e Uruaçu. Como militar ainda lutou nas Batalhas dos Guararapes. Em 1648 fez parte da missão do Ceará e Ibiapaba.

### Atuação política
Na sua atuação política no Brasil, é conhecido o contato que Paraupaba teve com diversos líderes Potiguaras, dentre eles: Pedro Poti, Carapeba e Filipe Camarão.
Paraupaba no Parlamento Holandês
Com o Tratado de Taborda os holandeses deixaram o Brasil e com estes seguiram Antônio Paraupaba, sua esposa Paulina e dois filhos, no começo de fevereiro de 1654 para o Holanda.
Já nas terras holandesas, Paraupaba atuou no Parlamento Holandês, com o intuito de que os holandeses retornassem ao Brasil. Um plano político que tinha uma conexão com a nação potiguara refugiada na Chapada da Ibiapaba, Ceará e esperava a retorna holandesa contra os portugueses.

### Morte
Em 1656, Antônio Paraupaba faleceu nas terras holandesas sem conseguir apoio para o seu último projeto político: restabelecer a aliança Holandesa–potiguara e assim salvar a nação Potiguara, dos planos portugueses.